# 2023年郑州网球公开赛
2023年交通银行郑州网球公开赛，即第7届郑州网球公开赛，是2023年WTA巡回赛之一，于10月9日-15日在中国河南省郑州市举行。赛事级别为WTA500巡回赛，场地位于河南省体育场馆中心（东区）网球决赛场举行。这是自2019年后，因2019冠状病毒病疫情以及彭帅事件后郑州网球公开赛再度举行。
本土选手郑钦文在决赛中击败赛会7号种子巴博拉·克雷吉茨科娃获得单打冠军，这是她本赛季也是职业生涯第2个巡回赛单打冠军，也是她的首个WTA500赛冠军。
赛会头号双打组合加布里埃拉·达布罗斯基和埃琳·罗特利夫获得双打冠军，这是两人组合以来的第二个冠军，也是达布罗斯基的第15个以及罗特利夫的第5个巡回赛双打冠军。

## 决赛情况
| 项目 | 冠军                                | 亚军                | 比分          |
| ---- | ----------------------------------- | ------------------- | ------------- |
| 单打 | 郑钦文                              | 巴博拉·克雷吉茨科娃 | 2–6, 6–2, 6–4 |
| 双打 | 加布里埃拉·达布罗斯基 埃琳·罗特利夫 | 青山修子 柴原瑛菜   | 6–2, 6–4      |